# Hugo Molitor

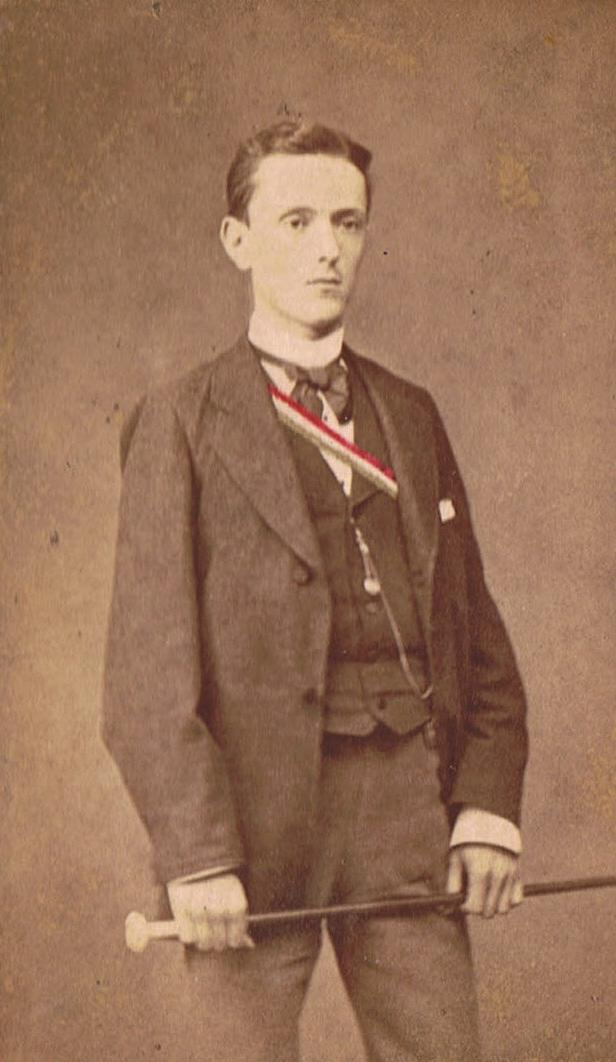
Hugo Molitor als Starkenburger

Hugo Molitor, 1911

Hugo Karl Adolf Molitor (* 27. Juli 1856 in Alzey; † 2. Februar 1921 in Baden-Baden) war ein deutscher Richter und Landtagsabgeordneter im Reichsland Elsaß-Lothringen.

## Leben
Molitor, der katholischer Konfession war, besuchte das Gymnasium und studierte ab 1874 an der Universität Gießen und der Universität Leipzig Rechtswissenschaft. Er renoncierte beim Corps Starkenburgia. Nachdem er drei Jahre aktiv gewesen war, machte er 1878 das Schlussexamen. Er wurde Gerichtsakzessist in Darmstadt. Nach dem Staatsexamen wurde er 1881 Gerichtsassessor in Kolmar und Amtsrichter in Rufach. 1889 wurde er Staatsanwalt in Mülhausen und wenig später Oberstaatsanwalt in Straßburg. Seit 1908 Geh. Justizrat, war er von 1913 bis 1918 der letzte Präsident des Oberlandesgerichts Colmar. Als solcher war er qua Verfassung Mitglied der ersten Kammer vom Landtag des Reichslandes Elsaß-Lothringen.

## Ehrungen
- Dr. iur. h. c.
- Wirkl. Geh. Oberjustizrat

## Werke
- Das elsaß-lothringische Gesetz, betreffend die Ausführung des Reichsgesetzes über die Angelegenheiten der freiwilligen Gerichtsbarkeit vom 6. November 1899, nebst den zugehörigen Ausführungsverfügungen. Straßburg 1901
- Das Gesetz betreffend die Ausführung des Bürgerlichen Gesetzbuchs in Elsass-Lothringen, mit Erläuterungen. (Neubearbeitung: A. Stieve)
- Die rechtliche Stellung der nicht anerkannten religiösen Genossenschaften in Elsass-Lothringen
- Zur juristischen Natur des Verfahrens bei Prüfung parlamentarischer Mandate; ein Beitrag und eine Entgegnung
- Gesetz für Elsass-Lothringen vom 19. Juni 1906 über das Unschädlichkeitszeugnis nebst den Materialien